# 7840 Hendrika
7840 Hendrika è un asteroide della fascia principale. Scoperto nel 1994, presenta un'orbita caratterizzata da un semiasse maggiore pari a 2,2770488 UA e da un'eccentricità di 0,1126223, inclinata di 9,26930° rispetto all'eclittica.